# 콩이야 학교가자
《콩이야 학교가자》는 대한민국의 픽스트랜드가 만든 유치원& 초등학교 어린이들의 학교 및 일상생활 개선 프로그램으로, 2017년 7월 7일부터 2018년 3월 2일까지 SBS에서 방영이 되었다. 2020년에 유튜브 채널이 개설되었으며, 현재 모든 본편의 에피소드들을 유튜브에서 다 볼수있다.

## 방송 일시
| 방송 채널 | 방송일                          | 방송 시간 |
| --------- | ------------------------------- | --------- |
| SBS TV    | 2017년 7월 7일 ~ 2018년 3월 2일 | 종료      |

## 등장인물
양콩이
한가을
하쫑아
근이